# 립싱크

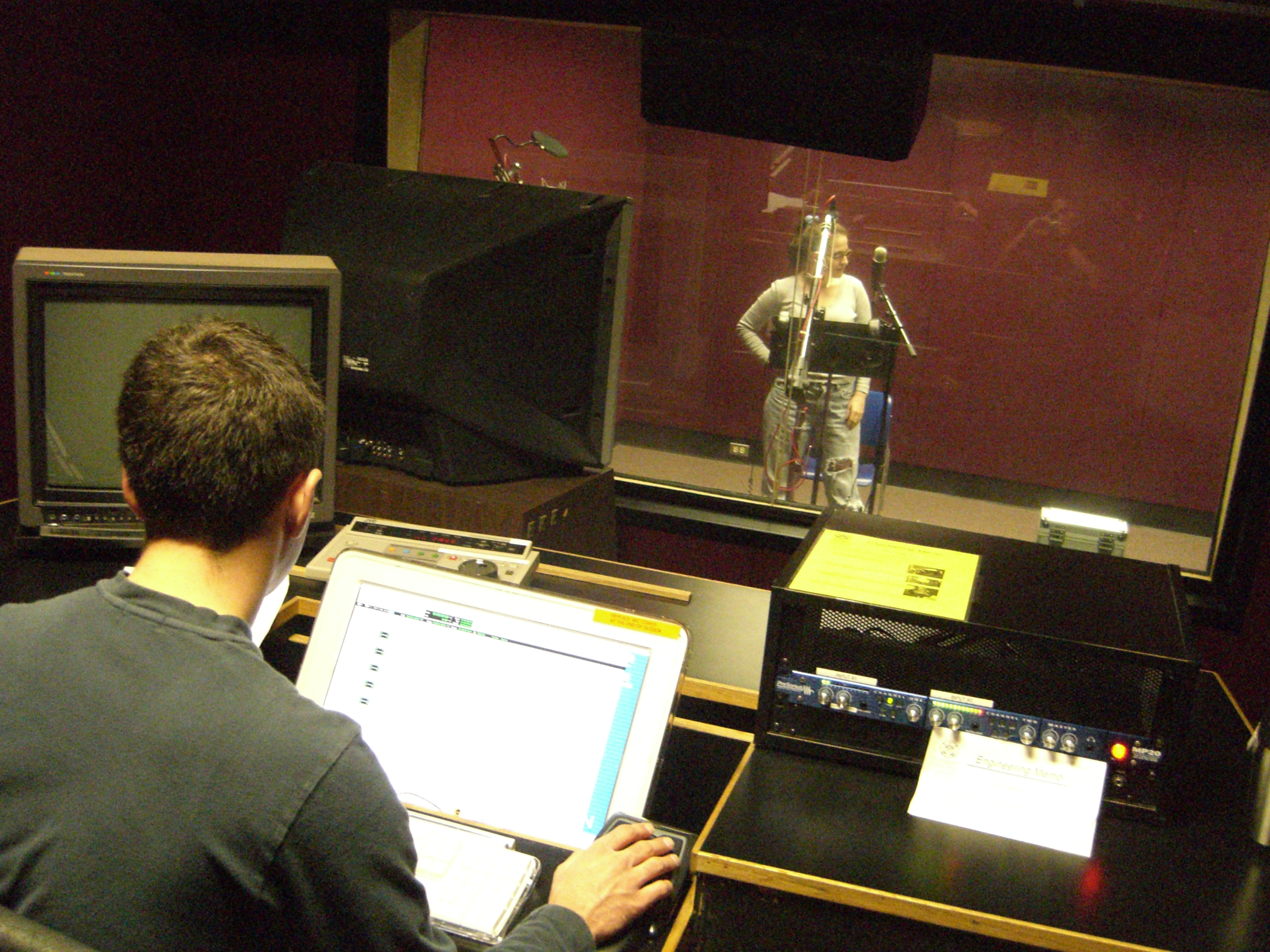
한 음성배우가 마이크를 이용하여 애니메이션 영상 제작을 위해 립싱크 트랙을 녹음하고 있다. 목소리가 녹음되면 캐릭터가 말하는 인상을 주기 위해 오디오 엔지니어는 이를 애니메이션 제작에 추가한다.

립싱크(Lip-sync 또는 Lip-synch)는 립 싱크로나이제이션(lip synchronization)의 준말로 입술의 움직임을 목소리에 맞추는 기술 용어이다. 따라서 사람들은 이 용어를 "입술로 노래를 부른다."라고 생각한다. 이 용어는 악기 연주와 영화 제작, 텔레비전 프로그램 등에 쓰이는 기술, 또 후반작업 동안 동기화되는 비디오와 소리 신호를 관리하는 것을 일컫는다. 애니메이션 캐릭터들의 입술 움직임과 맞추기 위해 쓰이기도 한다.
립싱크용 오디오는 라이브 공연의 사운드 강화 시스템이나 텔레비전, 컴퓨터, 영화 스피커 또는 기타 형태의 오디오 출력을 통해 생성된다. 이 용어는 라이브 공연 및 시청각 녹음의 맥락에서 다양한 기술과 프로세스를 의미할 수 있다.
영화 제작에서 립싱크는 종종 후반 작업 단계의 일부이다. 외국어 영화를 더빙하고 애니메이션 캐릭터가 말하는 것처럼 보이도록 만드는 데에는 정교한 립싱크가 필요하다. 많은 비디오 게임에서는 화면 속 캐릭터가 말하는 것처럼 보이는 몰입형 환경을 만들기 위해 립싱크 사운드 파일을 광범위하게 사용한다. 음악 산업에서 립싱크는 가수가 뮤직 비디오, TV, 영화 출연 및 일부 유형의 라이브 공연에 사용된다. 가수의 립싱크는 라이브 공연을 기대하는 콘서트 공연에 참석하는 팬들에게 논란이 될 수 있다.

## 같이 보기
- 복화술